# Nanos
A Nanos  a Dinári-hegység egy mészkővonulata Nyugat-Szlovéniában.

## Földrajza
A hegység a Dinári-hegység része, annak egyik északi nyúlványa. A Nanos mészkőtömbje meredeken emelkedik ki a környező 400–500 méter magasságú dombvidékből, látványa 20 kilométeres körzetében a horizont uralkodó eleme. Fő vonulatának hossza hossza durván 12, szélessége 6 kilométer. Észak felé haladva a hegylánc fokozatosan 500 méter körüli magasságba csökken. A főbb csúcsok a hegység délebbi szárnyán találhatók. Így a legmagasabb Suhi vrh (Száraz-hegy, 1313 m.), illetve a Pleša (1262 m.) látványos kőpiramisa Razdrto mellett. A hegység területe Szlovénia legcsapadékosabb régiói közé tartozik, az éves csapadékösszeg 1500 mm fölötti.
A Nanos több tekintetben is választóvonal. A római időkben ez volt a hegység Pannónia nyugati határa. Napjainkban mindössze Belső-karszt és Goriška régiók közigazgatási határát jelenti. A fő gerincétől nyugatra eső területek az Adriai-tenger, a tőle keletre eső területek a Fekete-tenger vízgyűjtőjéhez tartoznak. A hegylánctól nyugatra érezhetően erősebbek a mediterrán éghajlati hatások, ez pedig a hegység két oldalának élővilágában is látványosan megmutatkozik.

## Története
Az ókorban a Nanos Ocra néven volt ismert. Sztrabón úgy említi, mint az Alpok legutolsó csúcsa. Ebben az időben a Nanos még fontos összekötő szerepet játszott a Római Birodalmon belüli közlekedésben, lábánál vezetett a Tergeste (mai Trieszt) és Emona (mai Ljubljana), illetve a Pannónia közötti út. Egyes tudósok szerint a Nanos azonos azzal a Monte Re nevű heggyel, amelyről a longobárdok először pillantottak le a Földközi-tenger vidékére. Johann Weikhard von Valvasor 1696-os művében már Nanas néven említi.
A terület jelentősége az olasz és a szlovén nacionalizmus közötti küzdelem korában ismét megnőtt. A Nanos oldalában hozták létre a szlovén nacionalisták TIGR nevű fegyveres szervezetüket 1927-ben, amely az Olaszországtól való elszakadást tűzte ki céljául. A második világháború idején a szlovénok partizánháborút indítottak az olaszok ellen, akik 1942 áprilisában egy átfogó partizánellenes hadművelettel próbálták meg megtisztítani a Nanos vidékét az ellenséges beszivárgóktól. A szlovén partizánokat szétverték, de vezetőjük, Janko Premrl (mozgalmi nevén Vojko) túlélte a csatát. Vojkoról kapta a nevét a hegység egyik legismertebb kirándulóhelye, a Vojko kunyhója (slo. Vojkova koča) néven ismert hegyi szálláshely. Az olasz és szlovén nacionalizmus erőpróbája szlovén győzelemmel zárult: a környéket a világháború után Jugoszlávia, azon belül pedig Szlovénia kapta.
A Nanost magassága és kiemelt helyzete nagyszerű hellyé tette átjátszóállomások építése céljára. 1962-ben kezdett üzemelni a Pleša csúcsán a színes televíziós adás vételét Nyugat-Szlovéniában is lehetővé tevő ádóállomás. A hegység nyugati lejtőit 1987-ben a jugoszláv hatóságok természetvédelmi területnek jelölték ki. A Pleša csúcsára telepített rádióadót 1991-ben a tíznapos háború alatt a Jugoszláv Néphadsereg lebombázta, később helyreállították. Érdekesség, hogy a hegység területén csak nagyon kevesen élnek állandó jelleggel. Az állandóan ott tartózkodó lakosság száma annyira csekély (30-40 fő), hogy az elszórt házakba csak 2006-ban vezették be a villanyáramot. A hegység elismert és földrajzi eredetvédelemmel ellátott terméke a Nanos sajt, amely napjainkban tehéntejből készül, de a második világháború előtt még juhtejből gyártották. A helyiek életében a külterjes mezőgazdaság helyett egyre jelentősebb szerepet játszik az idegenforgalom, a terület egyre kedveltebb kirándulóhely. A Szlovén hegyi ösvény egyik szakasza áthalad a Nanoson. A hegységet látogatók főbb célpontjai a Pleša csúcsa, a Grmada-hegy csúcsa alatt 1019 méteres magasságban található Szent Jeromos templom, illetve a világháborús partizánvezérről elnevezett Vojko-kunyhó.